# Ocean Avenue
Ocean Avenue ist das vierte Studioalbum der US-amerikanischen Alternative-Rock-Band Yellowcard und auch ihr Major-Label-Debüt. Es wurde unter dem Capitol-Records-Label veröffentlicht und enthält 13 Titel.
Das Album wurde, vor allem durch die gleichnamige Single Ocean Avenue, ein kommerzieller Erfolg in den Vereinigten Staaten, wurde dort mit Platin von der Recording Industry Association of America und mit Gold von der Canadian Recording Industry Association ausgezeichnet.

## Erfolg
In der ersten Woche wurden 11.000 Kopien von Ocean Avenue in den Vereinigten Staaten verkauft. Yellowcard konnten sich mit diesem Album erstmals in den Billboard Top 200 platzieren. Bis heute wurde es allein in den USA über 1.000.000 mal verkauft und ist das erfolgreichste Album der Band.

## Rezeption
Xian Yang von laut.de bezeichnet es als spannungsarm, glattpoliert und austauschbar.
Ocean Avenue is a solid and consistent record that has made a believer out of me. - Nicky Madsen.
Nico Schuth von Alterna-Stage.de bezeichnet Ocean Avenue Acoustic als „[...]13 Lieder die keinem weh tun, sich super anhören und eine tolle Möglichkeit sind, um die Band besser kennenzulernen.“
Der Titelsong wurde bei den MTV Video Music Awards 2005 mit dem MTV2 Award ausgezeichnet.

## Titelliste
1. Way Away – 3:22
2. Breathing – 3:38
3. Ocean Avenue – 3:19
4. Empty Apartment – 3:36
5. Life of a Salesman – 3:18
6. Only One – 4:16
7. Miles Apart – 3:32
8. Twentythree – 3:27
9. View from Heaven – 3:10
10. Inside Out – 3:40
11. Believe – 4:31
12. One Year, Six Months – 3:05
13. Back Home – 3:57

## Kommerzieller Erfolg

### Chartplatzierungen
| ChartsChartplatzierungen       | Höchstplatzierung | Wochen |
| ------------------------------ | ----------------- | ------ |
| Vereinigte Staaten (Billboard) | 23 (81 Wo.)       | 81     |

### Auszeichnungen für Musikverkäufe
| Land/Region               | Auszeichnungen für Musikverkäufe (Land/Region, Auszeichnung, Verkäufe) | Verkäufe |
| ------------------------- | ---------------------------------------------------------------------- | -------- |
| Kanada (MC)               | Gold                                                                   | 50.000   |
| Neuseeland (RMNZ)         | Gold                                                                   | 7.500    |
| Vereinigte Staaten (RIAA) | Gold                                                                   | 500.000  |
| Insgesamt                 | 3× Gold ·                                                              | 557.500  |